# Troncature
 (mai 2022).
Si vous disposez d'ouvrages ou d'articles de référence ou si vous connaissez des sites web de qualité traitant du thème abordé ici, merci de compléter l'article en donnant les références utiles à sa vérifiabilité et en les liant à la section « Notes et références ».

Troncature

En mathématiques, la troncature est un terme utilisé pour couper le développement décimal d'un nombre à un certain nombre de chiffres après la virgule, ou le développement limité d'une fonction à un certain ordre.

## Troncature d'un nombre
Par exemple, considérons les nombres réels :
5,2009002
32,009891288
–6,47009757
Pour tronquer ces nombres à quatre décimales, seuls sont gardés les quatre premiers chiffres après la virgule.
Le résultat serait :
5,2009
32,0098
–6,4700
C'est une valeur approchée par défaut pour les nombres positifs, une valeur approchée par excès pour les négatifs.
Une fois sur deux, la troncature donne le même résultat que l'arrondi (du même niveau de décimales). Si ces deux nombres sont distincts, la troncature est toujours une moins bonne approximation que l'arrondi. Elle découpe simplement les décimales à une position précise. L'erreur de troncature ne peut excéder deux fois l'erreur maximale d'un arrondi.

### Troncature et fonction partie entière
Pour les réels positifs, la troncature peut être effectuée en utilisant la fonction partie entière. Soit {\displaystyle x\in \mathbb {R} _{+}} un nombre à tronquer et {\displaystyle n} un entier naturel, le nombre de chiffres à garder après la virgule, la troncature de {\displaystyle x} à {\displaystyle n} décimales est égale à :
{\displaystyle {\frac {\lfloor 10^{n}\cdot x\rfloor }{10^{n}}},}
où {\displaystyle \lfloor a\rfloor } désigne la partie entière de {\displaystyle a}.
Pour les réels négatifs, la formule est analogue mais en utilisant la fonction partie entière par excès.

### Généralisation de la troncature
La troncature peut être généralisée à d'autres systèmes que le système de base dix.
Par exemple, on peut vouloir tronquer une longueur exprimée en centimètres au pouce près.
Le résultat sera un nombre de centimètres qui sera un multiple de l'équivalent en centimètre du pouce. Il sera inférieure à la valeur non tronquée et l'erreur de troncature devra être inférieure strictement à la valeur du pouce en centimètres.
Pour cela, il existe une formule qui généralise la formule de troncature décimale :
{\displaystyle \lfloor {\frac {x}{a}}\rfloor \cdot a}
où {\displaystyle \lfloor x\rfloor } désigne la partie entière de {\displaystyle x}.
Et où {\displaystyle a} désigne l'unité de troncature. Dans l'exemple de la troncature au pouce près, {\displaystyle a} vaut 2,54 (un pouce vaut 2,54 centimètres).
Avec cette formule, tronquer un nombre à deux décimales (ou à {\displaystyle 10^{-2}} près) reviendra à prendre {\displaystyle 10^{-2}} pour valeur de {\displaystyle a}.
Et l'on peut constater facilement, si l'on pose {\displaystyle a} = 1, que la troncature à l'unité près correspond bien à la partie entière.